# Teleharmonium

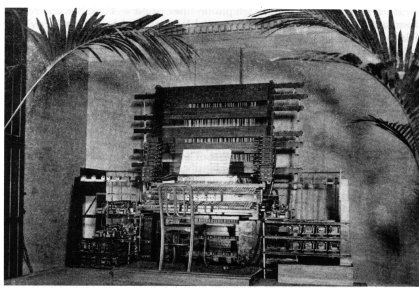
Konsolen till ett teleharmonium.

Teleharmonium, ett tidigt elektromekaniskt musikinstrument uppfunnet  och patenterat av Thaddeus Cahill 1897. Teleharmoniet var avsett att sända musik via telefonnätet och en prenumerant av tjänsten kunde beställa en konsert via telefon.
Tonerna skapades av så kallade tonhjul, som senare skulle användas i hammondorgeln. Varje tonhjul hade en grundton och sex övertoner och drevs av en motor med remdrift. Instrumentet krävde stora mängder elektricitet för att kunna höras via telefonnätet. Med en effekt på 15 kilowatt och en strömstyrka på 1 ampere störde teleharmoniet den normala telefontrafiken vars nät var byggt för betydligt lägre strömstyrkor.
Den första versionen av teleharmoniet vägde sju ton. Nästa version, version 2, vägde inte mindre än 200 ton. Cahill gjorde tre versioner av instrumentet, alla med sina egna fördelar. Ett mindre antal framträdanden, främst på grund av instrumentets otymplighet, genomfördes med teleharmonium utanför telefontjänsten.
Inga inspelningar av teleharmonium finns bevarade.